# Pont de la Sucrerie
Le pont de la Sucrerie est un pont à poutres et un pont routier de la RD 112 localisé à Vaulx-en-Velin, datant  de la seconde moitié du 20e siècle. Il permet de franchir le canal de Jonage. Il a succédé à un premier pont de la Sucrerie construit lui en 1895.

## Description du pont de la Sucrerie
Ce pont a été remis en service en 1999. Il a été reconstruit à l'emplacement du pont initial en reprenant une partie de ses éléments (anciens appuis, piles et culées). Le tablier, large de 6,50 m, est long de 123,14 m et comprend quatre travées,. Il porte une voie de circulation routière dans chaque sens, sans trottoir ; de chaque côté, une voie cyclable est accrochée en encorbellement. Le coût de la construction s'élevait à 30 000 000 francs. La maîtrise d'ouvrage était assuré par le conseil général du Rhône.

## Le pont de la Sucrerie (disparu)
Un premier pont de la Sucrerie a existé : il a été construit en 1895 et faisait partie des sept ouvrages réalisés dans le cadre de l'aménagement de la centrale hydroélectrique de Cusset (tout comme le pont de Décines). Il fut réalisé par Moisant, Laurent, Savey et Compagnie. Une sucrerie localisée à proximité dans les années 1860 a donné le nom aux deux ponts successifs.